# WWK Volleys Herrsching
Die WWK Volleys Herrsching (Eigenbezeichnung „geilsterclubderwelt“) sind die Männer-Volleyballmannschaft des Sportvereins TSV Herrsching und spielen seit der Saison 2014/15 in der Bundesliga. In der Saison 2022/23 hatten sie außerdem ihr Debüt im CEV-Pokal.

## Geschichte

### Bis 2014
Beim TSV Herrsching spielten männliche Kinder und Jugendliche zum ersten Mal Ende der neunziger Jahre und nach der Jahrtausendwende eine wesentliche Rolle. 2005 und 2008 nahm die Jugend unter Trainer Maximilian Hauser an den deutschen Meisterschaften teil, ein Jahr vorher war die Männermannschaft in die Landesliga aufgestiegen. Über die Bayernliga gelangte das Team 2009 in die Regionalliga Südost und nach dem Abstieg folgte der direkte Wiederaufstieg. In der folgenden Spielzeit belegte der TSV Herrsching den dritten Platz in der damals dritthöchsten deutschen Spielklasse und qualifizierte sich damit für die neugeschaffene Dritte Liga Ost. Hier belegte der TSV punktgleich vor dem SV Schwaig den ersten Tabellenplatz und stieg gemeinsam mit den Mittelfranken in die Zweite Liga Süd auf. Nach einem dritten Platz in der Saison 2013/14 stieg Herrsching in die Bundesliga auf.

### Seit 2014
In der ersten Bundesliga-Saison 2014/15 war das Resultat zum Ende der Normalrunde ein achter Platz und in den Pre-Playoffs verlor Herrsching gegen Chemie Volley Mitteldeutschland. In der folgenden Saison belegte der selbsternannte „geilste Club der Welt“ den siebten Tabellenplatz und kam nach einem Erfolg in den Pre-Playoffs ins Viertelfinale, das er gegen den VfB Friedrichshafen verlor. In den Spielzeiten 2016/17 sowie 2017/18 qualifizierte sich Herrsching durch einen sechsten Platz in der Hauptrunde direkt fürs Playoff-Viertelfinale, verlor aber beide Male gegen die United Volleys Rhein-Main, 2017/18 jedoch erst im Entscheidungsspiel. Auch 2018/19 gelang durch Platz 7 in der Hauptrunde der direkte Sprung in das Playoff-Viertelfinale, wo die Herrschinger im Entscheidungsspiel gegen die Alpenvolleys Haching ausschieden. Am Ende der durch die Corona-Pandemie vorzeitig abgebrochenen Saison 2019/20 stand Herrsching auf dem 5. Tabellenplatz. In der Saison 2020/21 erreichte Herrsching mit dem 4. Tabellenplatz das beste Hauptrundenergebnis der Geschichte. In den Playoffs schied das Team im Viertelfinale gegen die SVG Lüneburg aus.
Seit der Saison 2018/19 gehen die Volleyballer des TSV Herrsching unter dem Namen WWK Volleys Herrsching in der Bundesliga an den Start.
Ab der Saison 2021/22 tragen die WWK Volleys Herrsching einen Teil ihrer Heimspiele im Münchener BMW Park aus. In der Saison 2021/22, die erstmals aus Haupt- und Zwischenrunde sowie Playoffs bestand, schieden die Herrschinger im Viertelfinale mit 1:2 gegen den VfB Friedrichshafen aus.
Zur Saison 2022/23 wechselte Maximilian Hauser ins Management und auf die Co-Trainer-Stelle und Thomas Ranner, der bereits für den Verein als Spieler aktiv war, wurde als neuer Cheftrainer verpflichtet. Mit dem 5. Platz nach der Zwischenrunde erzielte das Team eine bessere Tabellenplatzierung als im Vorjahr, dennoch war erneut das Play-off-Viertelfinale Endstation (0:2 gegen die SWD Powervolleys Düren).
In der Saison 2023/24 gelang mit dem erstmaligen Einzug in das Finale des DVV-Pokal der bis dahin größte Erfolg des Vereins. Das Finale ging mit 0:3 gegen die Berlin Recycling Volleys verloren. Die Hauptrunde der Bundesliga schloss das Team auf Platz 5 ab, in den Play-offs schied das Team wie auch in der Vorsaison im Viertelfinale aus (0:2 nach Spielen gegen die SVG Lüneburg).
Die Saison 2024/25 beendete Herrsching auf Platz 4, in den Play-offs war abermals im Viertelfinale Schluss – nach zwei Niederlagen gegen die Helios Grizzlys Giesen.

### Platzierungen
| Saison  | Liga                | Platz |
| ------- | ------------------- | ----- |
| 2007/08 | Landesliga Südost   | 1     |
| 2008/09 | Bayernliga Süd      | 1     |
| 2009/10 | Regionalliga Südost | 8     |
| 2010/11 | Bayernliga Süd      | 1     |
| 2011/12 | Regionalliga Südost | 3     |
| 2012/13 | Dritte Liga Ost     | 1     |
| 2013/14 | 2. Bundesliga Süd   | 3     |
| 2014/15 | 1. Bundesliga       | 8     |

| Saison  | Liga          | Platz |
| ------- | ------------- | ----- |
| 2015/16 | 1. Bundesliga | 7     |
| 2016/17 | 1. Bundesliga | 6     |
| 2017/18 | 1. Bundesliga | 6     |
| 2018/19 | 1. Bundesliga | 7     |
| 2019/20 | 1. Bundesliga | 5     |
| 2020/21 | 1. Bundesliga | 4     |
| 2021/22 | 1. Bundesliga | 6     |
| 2022/23 | 1. Bundesliga | 5     |

| Saison  | Liga          | Platz |
| ------- | ------------- | ----- |
| 2023/24 | 1. Bundesliga | 5     |
| 2024/25 | 1. Bundesliga | 4     |

Anmerkung: Die Saison 2019/20 wurde vor den Play-offs wegen der Covid-19-Pandemie abgebrochen.

### Bundesliga-Team
| Name                | Nr. | Nation      | Größe  | Geburtsdatum  | Position | im Verein seit | Vertrag bis |
| ------------------- | --- | ----------- | ------ | ------------- | -------- | -------------- | ----------- |
| Gustavo Bryan Ávila |     | Kuba        | 2,02 m | 20. Juni 1997 | MB       | 2025           | 2026        |
| Simon Gallas        |     | Deutschland | 2,02 m | 1. Okt. 2001  | D/AA     | 2025           | 2026        |
| Moritz Gärtner      |     | Deutschland | 1,91 m | 6. Feb. 2001  | Z        | 2025           | 2026        |
| Tobias Hosch        |     | Deutschland | 1,92 m | 5. März 2001  | Z        | 2025           | 2026        |
| Joshua Huber        | 5   | Deutschland | 2,05 m | 20. Aug. 1999 | MB       | 2024           | 2026        |
| Đorđe Ilić          | 1   | Serbien     | 2,08 m | 23. Sep. 1994 | MB       | 2024           | 2026        |
| Bastian Korreck     |     | Deutschland | 2,01 m | 6. Nov. 2000  | MB       | 2025           | 2026        |
| Janik Sambale       |     | Deutschland | 1,89 m | 21. Jan. 2005 | AA       | 2025           | 2026        |
| Niklas Uhl          |     | Deutschland | 2,02 m | 26. Juli 2003 | D        | 2025           | 2026        |
| Laurenz Welsch      | 12  | Deutschland | 1,95 m | 20. Juni 2003 | AA       | 2022           | 2026        |
| Jannes Wiesner      | 17  | Deutschland | 1,96 m | 18. Juli 2003 | AA       | 2024           | 2027        |

Positionen: AA = Annahme/Außen, D = Diagonal, L = Libero, MB = Mittelblock, Z = Zuspiel
| Neuzugänge 2025     | Neuzugänge 2025             | Abgänge 2025           | Abgänge 2025              |
| Spieler             | bisheriger Verein           | Spieler                | neuer Verein              |
| ------------------- | --------------------------- | ---------------------- | ------------------------- |
| Gustavo Bryan Ávila | CSU Știința București       | Severin Brandt         | ASV Dachau                |
| Simon Gallas        | ASV Dachau                  | Eric Burggräf          | unbekannt                 |
| Moritz Gärtner      | ASV Dachau                  | Norbert Engemann       | zweite Mannschaft         |
| Tobias Hosch        | Baden Volleys SSC Karlsruhe | Daniel Gruvaeus        | SVG Lüneburg              |
| Bastian Korreck     | Baden Volleys SSC Karlsruhe | Filip John             | Saint-Nazaire Volley-Ball |
| Janik Sambale       | TSV Grafing                 | Jonas Kaminski         | zweite Mannschaft         |
| Niklas Uhl          | ASV Dachau                  | Magloire Mayaula Nzeza | TSG Skyhawks              |
|                     |                             | Víctor Rodríguez Pérez | VK ČEZ Karlovarsko        |

Cheftrainer ist seit 2022 Thomas Ranner. Ihm zur Seite stehen die Co-Trainer Maximilian Hauser, Sven Lehmann, Uwe Lindemann und Michael Mattes, letzterer auch als Scout. Für die medizinische Betreuung sind der Mannschaftsarzt Andreas Kugler sowie Physiotherapeut Christopher Böddecker zuständig.